# محمد مرزوق
محمد مرزوق (انگلیسی: Mohammed Marzooq؛ زادهٔ ۲۳ ژانویهٔ ۱۹۸۹) بازیکن فوتبال اهل امارات متحده عربی است.
از باشگاه‌هایی که در آن بازی کرده‌است می‌توان به باشگاه فرهنگی ورزشی دبی و باشگاه فوتبال الشباب امارات اشاره کرد.
وی همچنین در تیم ملی فوتبال United Arab Emirates بازی کرده‌است.